# 光子气体
在物理學中，光子氣體是一種類似氣體的光子集合，它具有許多與傳統氣體（如氫或氖）相同的特性——包括壓力、溫度和熵。處於平衡狀態的光子氣體最常見的例子是黑體輻射。
光子是玻色子的一種，玻色子遵循玻色-愛因斯坦統計並具有整數自旋。一個玻色子氣體由三個態函數所給定，如溫度，體積和粒子數。然而，對於黑體，能量分佈是由光子與物質（通常是容器壁）的相互作用建立的。在這種相互作用中，光子的數量不守恆。因此，黑體光子氣體在熱力學平衡時的化學勢為零。描述黑體狀態所需的狀態變量的數量因此從三個減少到兩個（例如溫度和體積）。

## 黑體光子氣體的熱力學
在大質量粒子的經典理想氣體中，粒子的能量遵守麥克斯韋-玻爾茲曼分佈。這種分佈是因為粒子相互碰撞時交換能量（和動量）而建立的。在光子氣體中，也會有平衡分佈，但光子不會相互碰撞（除非在非常極端的條件下，參見雙光子物理學），因此必須通過其他方式建立分佈。建立分佈的最常見方式是通過光子與物質的相互作用。如果光子被系統的牆壁吸收和發射，並且牆壁處於特定溫度，那麼光子的平衡分佈會是該溫度下的黑體輻射分佈。
玻色氣體和具有黑體分佈的光子氣體之間的一個非常重要的區別是系統中的光子數量不守恆。光子可能與壁中的電子碰撞而消失，並將電子激發到更高的能量狀態。此電子可能會經由一系列步驟回到低能階，每個步驟都會釋放一顆光子回到光子氣體中。雖然發射光子的光子能量總和與吸收光子相同，但發射光子的數量會有所不同。可以證明，由於缺乏對系統中光子數量的限制，對於黑體輻射，光子的化學勢必須為零。
可以由量子力學推導出黑體光子氣體的熱力學。推導得出頻譜能量密度 u （每單位頻率間隔與每單位體積的能量），由普朗克定律給出：
{\displaystyle u(\nu ,T)={\frac {8\pi h\nu ^{3}}{c^{3}}}~{\frac {1}{e^{\frac {h\nu }{kT}}-1}}}
其中 h 是普朗克常数，c 是光速，ν 是頻率，k 是波茲曼常數，T 是溫度。
對頻率積分並乘以體積 V 可得出光子氣體的内能：
{\displaystyle U=\left({\frac {8\pi ^{5}k^{4}}{15(hc)^{3}}}\right)VT^{4}}
以及光子數 N ：
{\displaystyle N=\left({\frac {16\pi k^{3}\zeta (3)}{(hc)^{3}}}\right)VT^{3}}
其中{\displaystyle \zeta (n)}是黎曼ζ函數。對於特定溫度，粒子數 N 以固定方式隨體積變化。
對於相對論量子氣體（光子本質上就是相對論性的）的狀態方程由下式給出
{\displaystyle U=3PV}
那麼我們可以結合上面的公式來產生一個看起來很像理想氣體的狀態方程：
{\displaystyle PV={\frac {\zeta (4)}{\zeta (3)}}NkT\approx 0.9\,NkT}
下表總結了黑體光子氣體的熱力學狀態函數。其中壓力可以寫成{\displaystyle P=bT^{4}}，與體積無關（{\displaystyle b}是一個常數）。
|                | 狀態函數 ( T, V )                                                                                               |
| -------------- | --- |
| 内能           | {\displaystyle U=\left({\frac {\pi ^{2}k^{4}}{15c^{3}\hbar ^{3}}}\right)\,VT^{4}}                               |
| 粒子數         | {\displaystyle N=\left({\frac {2k^{3}\zeta (3)}{\pi ^{2}c^{3}\hbar ^{3}}}\right)\,VT^{3}}                       |
| 化學勢         | {\displaystyle \mu =0}                                                                                          |
| 壓力           | {\displaystyle P={\frac {1}{3}}\,{\frac {U}{V}}=\left({\frac {\pi ^{2}k^{4}}{45c^{3}\hbar ^{3}}}\right)\,T^{4}} |
| 熵             | {\displaystyle S={\frac {4U}{3T}}=\left({\frac {4\pi ^{2}k^{4}}{45c^{3}\hbar ^{3}}}\right)\,VT^{3}}             |
| 焓             | {\displaystyle H={\frac {4}{3}}\,U}                                                                             |
| 亥姆霍兹自由能 | {\displaystyle A=-{\frac {1}{3}}\,U}                                                                            |
| 吉布斯自由能   | {\displaystyle G=0}                                                                                             |

## 等溫轉換
作為光子氣體的熱力學過程的一個例子，考慮一個帶有可移動活塞的氣缸。圓柱體的內壁是“黑體”，使光子的溫度可以保持在特定溫度。這意味著圓柱體內的空間將包含黑體分佈的光子氣體。這種氣體在沒有由外部引入光子的情況下存在——牆壁將提供光子。假設活塞一直被推入氣缸，因此體積非常小。體積內的光子氣體會施加壓力在活塞上，使其向外移動。為了使轉換過程等溫，必須對活塞施加幾乎相同值的反作用力，使活塞的運動為非常慢。這個力將等於壓力乘以活塞的截面積（ A ) 。過程在恆溫下進行，直到光子氣體的體積達到 V0 。將此力對距離 ( x ) 積分，可得對光子氣體所做的總功。
{\displaystyle W=-\int _{0}^{x_{0}}P(A\mathrm {d} x)}
其中使用V = Ax 。定義
{\displaystyle b={\frac {8\pi ^{5}k^{4}}{15c^{3}h^{3}}}}
壓力是
{\displaystyle P(x)={\frac {bT^{4}}{3}}}
所做的總功為
{\displaystyle W=-{\frac {bT^{4}Ax_{0}}{3}}=-{\frac {bT^{4}V_{0}}{3}}}
所需要的熱量為
{\displaystyle Q=U-W=H_{0}}
其中 H0 是過程结束時的焓。可以看出，焓是產生光子氣體所需的能量。

## 延伸閱讀
- Baierlein, Ralph.  (PDF). American Journal of Physics. April 2001, 69 (4): 423–434  [2021-12-20]. Bibcode:2001AmJPh..69..423B. doi:10.1119/1.1336839. （原始内容存档 (PDF)于2021-04-28）.
- Herrmann, F.; Würfel, P.  (PDF). American Journal of Physics. August 2005, 73 (8): 717–723  [2012-06-29]. Bibcode:2005AmJPh..73..717H. doi:10.1119/1.1904623. （原始内容 (PDF)存档于2016-03-04）.

## 文獻
1. 1 2 3 4 5  Leff, Harvey S. . American Journal of Physics. 2002-07-12, 70 (8): 792–797  [2021-12-20]. Bibcode:2002AmJPh..70..792L. ISSN 0002-9505. doi:10.1119/1.1479743. （原始内容存档于2019-07-09）.
2. ↑  Schwabl, Franz. . . Springer Science & Business Media. 2006-06-13  [2021-12-20]. ISBN 9783540323433. （原始内容存档于2022-06-15） （英语）.